# Mikaelskyrkan, Helsingfors
Mikaelskyrkan är en kyrkobyggnad i Helsingfors i stadsdelen Gårdsbacka. Kyrkan är Mellungsbacka församlings huvudkyrka.

## Kyrkobyggnaden
Kyrkan är ett exempel på modern arkitektur och byggdes efter ritningar av arkitekterna Käpy och Simo Paavilainen och invigdes 7 maj 1988. Den nya kyrkan ersatte en provisorisk kyrka från 1960-talet som ritats av Heikki och Kaija Siren. Kyrkan rymmer cirka 300 personer och dess orgel från 1991 är gjord av Kangasala orgelbyggeri.